# Pont des Marchands
Pont des Marchands (Købmændenes bro) er en historisk bro i Narbonne, Sydfrankrig. Den krydser Canal de la Robine og er særlig idet den er bebygget med en række huse, hvori flere er indrettet som butikker, og er dermed en af de ganske få eksisterende bebyggede broer i verden. Den blev anlagt af romerne og havde oprindeligt seks buer, men i dag er kun en enkelt synlig, mens resten er begravet.